# Lamim
Lamim là một đô thị thuộc bang Minas Gerais, Brasil. Đô thị này có diện tích 118,16 km², dân số năm 2007 là 3546 người, mật độ 30,5 người/km².